# سید محمد فاطمی قمی

سید محمد فاطمی قمی  نویسنده قانون مدنی ایران و مستشار دیوان تمییز ایران در عصر رضا شاه  است.

## تولد
وی در سال ۱۲۹۳ قمری در شهر قم متولد شد و سپس به تهران رفت و دروس دینی را نزد کسانی چون میرزای آشتیانی ، میرزا هاشم گیلانی و میرزا حسن کرمانشاهی فرا گرفت. 
در زمان حکومت احمد شاه  وی عضو گروه تهیه قانون مدنی بود به همراه کسانی چون سید نصرالله اخوی و محسن صدر و سید محمد کاظم عصار به نگارش و تهیه این قانون پرداخت.

## خدمات
ساخت اولین بیمارستان قم در چهاره راه فاطمی قم از یادگارهای وی است. قانون مدنی ، تحفه المواریث و حل المواریث و فقه فارسی (که به کوشش ناصر دولت آبادی منتشر شده‌است) از تألیفات وی است.

## درگذشت
سرانجام وی در یکشنبه ۱۰ رمضان ۱۳۶۴ق برابر با ۲۸ مرداد ۱۳۲۴ ش در ۷۰ سالگی در گذشت. او را در قبرستان شیخان قم دفن گردید.
روزنوشت‌های وی در سال ۱۳۸۹ تحت عنوان "خاطرات سید محمد فاطمی قمی" توسط کتابخانه مجلس شورای اسلامی و با مقدمه رسول جعفریان به چاپ رسید.